# 飛騨市立古川西小学校
飛騨市立古川西小学校 （ひだしりつ ふるかわにししょうがっこう）は、岐阜県飛騨市にある公立小学校。
旧・吉城郡古川町の小学校である。

## 概要
- 1956年4月に古川町、細江村、小鷹利村が合併したさい、小学校は8校存在した。古川町は農村部の過疎化による小規模校の複式学級を解消するために、1963年・1964年に隣接校を統合する。さらに、古川町の小学校を2校にすることが決まり、1967年に旧・細江村、小鷹利村を校区とする、畦畑小学校を除く古川仲小学校・中山東小学校・中山南小学校・数河小学校の統合が議会で決議された。こうして開校したのが古川西小学校である。

## 沿革
- 1969年（昭和44年）4月 - 古川町立古川仲小学校、古川町立中山東小学校、古川町立中山南小学校、古川町立数河小学校を統合し、古川町立古川西小学校が開校。名目上の統合であり、旧・古川仲小学校を仲分教室、旧・中山東小学校を東分教室、旧・中山南小学校を南分教室、旧・数河小学校を数河分教室とする。
- 1970年（昭和45年）
  - 7月 - 現在地に校舎が完成し、仲分教室、東分教室、南分教室、数河分教室を廃止。7月4日に開校式を行う。
  - 11月 - 体育館が完成。
- 1981年（昭和56年） - 特別教室棟が完成。
- 2004年（平成16年）2月1日 - 古川町、神岡町、宮川村、河合村が合併し、飛騨市が発足。同時に飛騨市立古川西小学校に改称する。